# A・D・S・R・M!
『A・D・S・R・M!』（エー・ディー・エス・アール・エム!）は、日本のロックバンド、POLYSICSのスタジオ・アルバム。1999年10月22日にDECKREC から発売された。

## 概要
- POLYSICSの2枚目のアルバムである。オリジナルアルバムとしては、インディーズからの発表は最後の作品となる。
- 今作も、前作に引き続き歌詞カードは封入されていない。
- 前作を発表した後に、ライブの動員が一気に増え、頻度も増えていく中で何をしたらよいかわからないという困惑を覚えたとハヤシは語る。「小学生レベル」、「お遊戯」としか見られていない状況が嫌で、一人前のバンドとして認められたいためにメンバーをクビにしたりなど状況を変えようとしたが、「面白くない」などと言われてしまい、「おちゃらけニューウェイヴ、テクノポップ」「チャラい、ペラい音楽」といった見方をされてしまう。そこで、ハヤシの中のニューウェイヴ像（「攻撃的で面白い音楽、ロックよりロックって印象がある」という）を表現するため「とにかくロック」を目標に作成されたという[1]。
- アルバムの出来自体は満足であるが、当時はマスタリングの重要性を理解していなかったために「ペラペラ」「リマスターして出し直したい」とハヤシは語る。念願が叶い、本作発売から約10年後の2009年2月25日、菊池功のリマスタリングにより、前作1st Pとの2枚組に加えて「social fools」を加えた構成で「1st P/A・D・S・R・M!」として再発された。
- タワーレコードとHMVで購入特典が用意され、タワーレコードの特典は、「POLYSICS REMIX KOVACS」と題された8cmCDで、リミックス音源2曲「T・RIANGLE(ウチの(小指を立てた絵文字)が(妊婦の絵文字)でMIX)」「TIME SHOCK!(アノアノMIX)」が収録されたリミックスは1曲目がハヤシ、2曲目はKOVACSが担当している。HMVの特典は、「K・K・K・D・K!」と題された、当時のレギュラーラジオ番組を模した架空の番組を収録したカセットテープ[2]。

## 収録曲
| #         | タイトル                     | 作詞                         | 作曲             | 時間  |
| --------- | ---------------------------- | ---------------------------- | ---------------- | ----- |
| 1.        | 「A・D・S・R・M!」           |                              | Hiroyuki Hayashi | 0:51  |
| 2.        | 「Poly-Farm」                |                              | Hiroyuki Hayashi | 1:25  |
| 3.        | 「Hot Stuff」                | Hiroyuki Hayashi             | Hiroyuki Hayashi | 2:12  |
| 4.        | 「Eleki Gassen」             | Hiroyuki Hayashi,Eisuke Sako | Hiroyuki Hayashi | 2:59  |
| 5.        | 「Nice」                     | Hiroyuki Hayashi             | Hiroyuki Hayashi | 2:39  |
| 6.        | 「Married To A Frenchman」   | Hiroyuki Hayashi             | Hiroyuki Hayashi | 3:28  |
| 7.        | 「Monsoon」                  | Hiroyuki Hayashi             | Hiroyuki Hayashi | 3:16  |
| 8.        | 「Pike」(ヒカシューのカバー) | 巻上公一                     | 山下康           | 4:02  |
| 9.        | 「TIME SHOCK!」              | Hiroyuki Hayashi             | Hiroyuki Hayashi | 2:33  |
| 10.       | 「Modern」                   | Hiroyuki Hayashi             | Hiroyuki Hayashi | 3:48  |
| 合計時間: | 合計時間:                    | 合計時間:                    | 合計時間:        | 27:09 |